# الهلال (منبج)
دروبية صغير قرية سوريّة تتبع إداريّاً لمحافظة حلب منطقة منبج ناحية خفسة، بلغ تعداد سكانها (310) نسمة حسب التعداد السكاني لعام 2004.